# Schiefe Ebene (Eisenbahnstrecke)
| 41 018 auf der Schiefen Ebene (2016) |                      |                               |                               |
| Streckennummer: | 5100                 |                               |                               |
| Kursbuchstrecke (DB): | 512, 820, 850        |                               |                               |
| Spurweite: | 1435 mm (Normalspur) |                               |                               |
| Maximale Neigung: | 25 ‰                 |                               |                               |
| Streckengeschwindigkeit: | 120 km/h             |                               |                               |
| |                      |                               |                               |
| \| \| \| von Bamberg \| \| \| \| 74,4 \| Neuenmarkt-Wirsberg \| 348 m \| \| \| 74,9 \| nach Bayreuth \| nach Bayreuth \| \| \| \| Schlömener Kurve von Bayreuth \| \| \| \| 75,6 \| Neuenmarkt-Wirsberg Ost (Bft) \| Neuenmarkt-Wirsberg Ost (Bft) \| \| \| \| Bundesstraße 303 \| \| \| \| \| Schiefe Ebene \| \| \| \| 77,9 \| Streitmühle (Bk) \| Streitmühle (Bk) \| \| \| \| Schiefe Ebene \| \| \| \| 81,8 \| Marktschorgast \| 506 m \| \| \| \| nach Hof \| \| |                      |                               |                               |
| Strecke |                      | von Bamberg                   | von Bamberg                   |
| Bahnhof | 74,4                 | Neuenmarkt-Wirsberg           | 348 m                         |
| Abzweig geradeaus und nach rechts | 74,9                 | nach Bayreuth                 | nach Bayreuth                 |
| Abzweig geradeaus und von rechts |                      | Schlömener Kurve von Bayreuth | Schlömener Kurve von Bayreuth |
| Blockstelle | 75,6                 | Neuenmarkt-Wirsberg Ost (Bft) | Neuenmarkt-Wirsberg Ost (Bft) |
| Strecke mit Straßenbrücke |                      | Bundesstraße 303              | Bundesstraße 303              |
| Strecke |                      | Schiefe Ebene                 | Schiefe Ebene                 |
| Blockstelle | 77,9                 | Streitmühle (Bk)              | Streitmühle (Bk)              |
| Strecke |                      | Schiefe Ebene                 | Schiefe Ebene                 |
| Bahnhof | 81,8                 | Marktschorgast                | 506 m                         |
| Strecke |                      | nach Hof                      | nach Hof                      |

Die Schiefe Ebene ist ein Abschnitt der Ludwig-Süd-Nord-Bahn von Bamberg nach Hof (Saale), eine Steilstrecke mit der maximalen Neigung von 1:40.

## Geografische Lage
Die Schiefe Ebene liegt im Landkreis Kulmbach, im Regierungsbezirk Oberfranken in Bayern. Sie beginnt östlich des Bahnhofs Neuenmarkt-Wirsberg und endet im Bahnhof Marktschorgast.

## Beschreibung

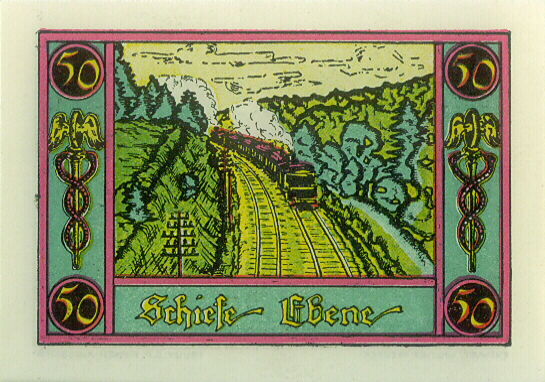
Die Schiefe Ebene als Motiv des Notgelds von Marktschorgast von 1921

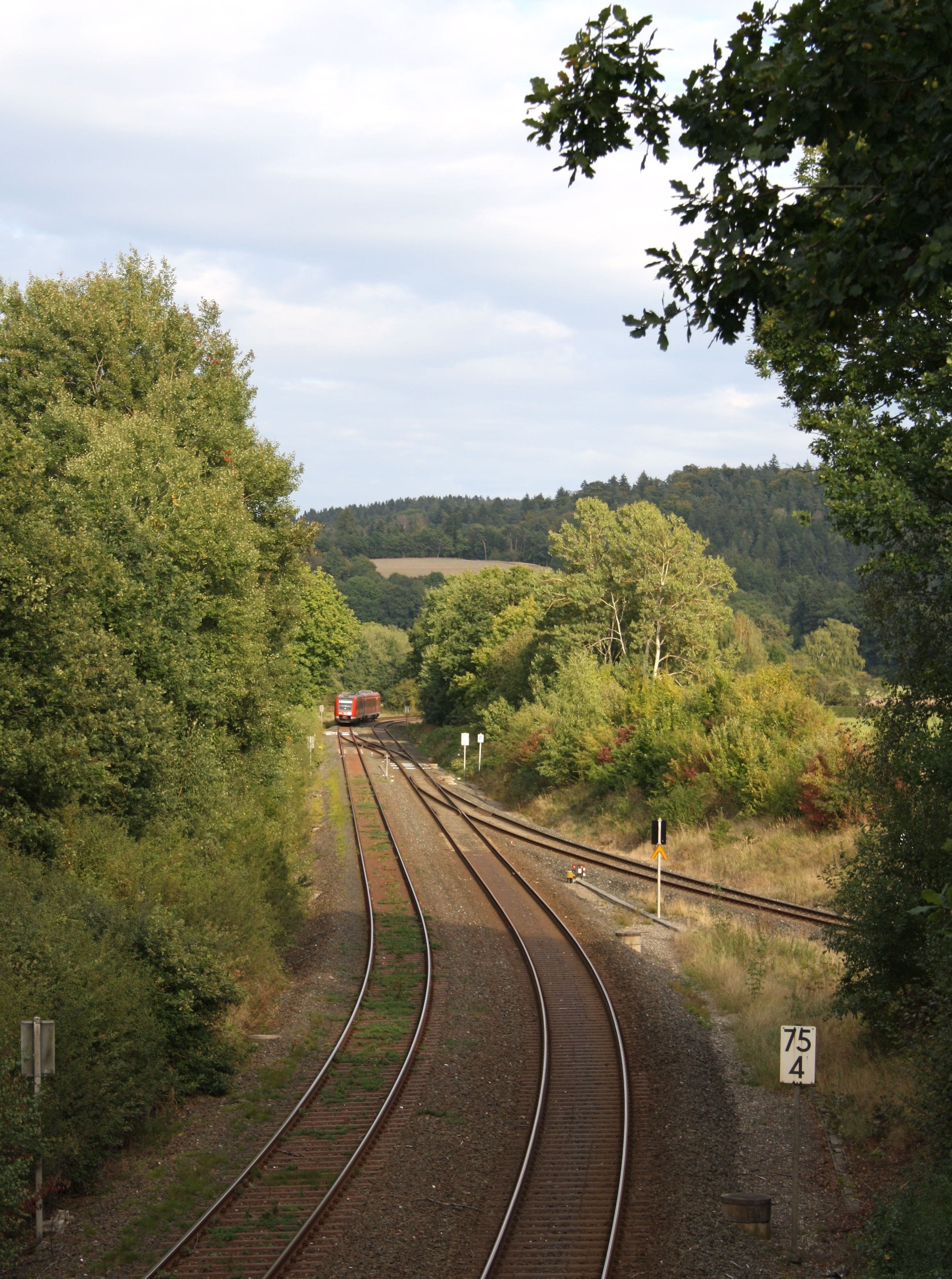
Beginn der Schiefen Ebene östlich von Neuenmarkt, von rechts die Schlömener Kurve

Die Rampe überwindet auf dem Weg vom Maintal zur Rhein-Elbe-Wasserscheide auf der Münchberger Hochfläche auf 6,8 Kilometern 157,7 Höhenmeter mit einer Steigung von bis zu 25 ‰. Wie die gesamte Ludwig-Süd-Nord-Bahn wurde auch die Schiefe Ebene mit einem Unterbau für eine zweigleisige Strecke errichtet, zunächst aber nur ein Gleis verlegt. Erst 1871 wurden die Gelder für das zweite Gleis zwischen Untersteinach und Oberkotzau bewilligt. Wegen der zahlreichen Stützmauern, Einschnitte und Steindämme gilt sie als technische Meisterleistung ihrer Zeit. Die bis zu 32 Meter hohen Steindämme sind auf Fels gegründet und bestehen beidseitig oder auch nur einseitig aus Stützmauern als Außenschale. Diese haben meist unbehauene, vermörtelte Glimmerschieferblöcke, aus den anschließenden Einschnitten gewonnen, als Baumaterial für die Außenseite und Trockenmauerwerk als innere Seite. Zwischen den Stützmauern befindet sich verdichteter Steinschutt. Sandstein- und Granitquader wurden für die Durchlässe in den Steindämmen verbaut.:S. 79 Sie ist heute ein Kulturdenkmal aufgrund des Bayerischen Denkmalschutzgesetzes.
Die Strecke ist heute durchgehend zweigleisig ausgebaut und nicht elektrifiziert. Auf dem sich an die stark geneigte Strecke anschließenden Abschnitt zwischen Marktschorgast und Stammbach wurde das zweite Streckengleis inzwischen abgebaut. Östlich des Bahnhofs Neuenmarkt-Wirsberg wurde für den schnellen Neigetechnikverkehr 2001 die sogenannte Schlömener Kurve eröffnet, mit der dieser Bahnhof auf dem Weg von Bayreuth nach Hof umfahren werden kann.
Inzwischen wurden die Gleisanlagen im Bahnhof Marktschorgast fast vollständig zurückgebaut. Die beiden durchgehenden Hauptgleise sowie ein einseitiger Gleiswechsel in der westlichen Einfahrt sind noch erhalten.

## Geschichte

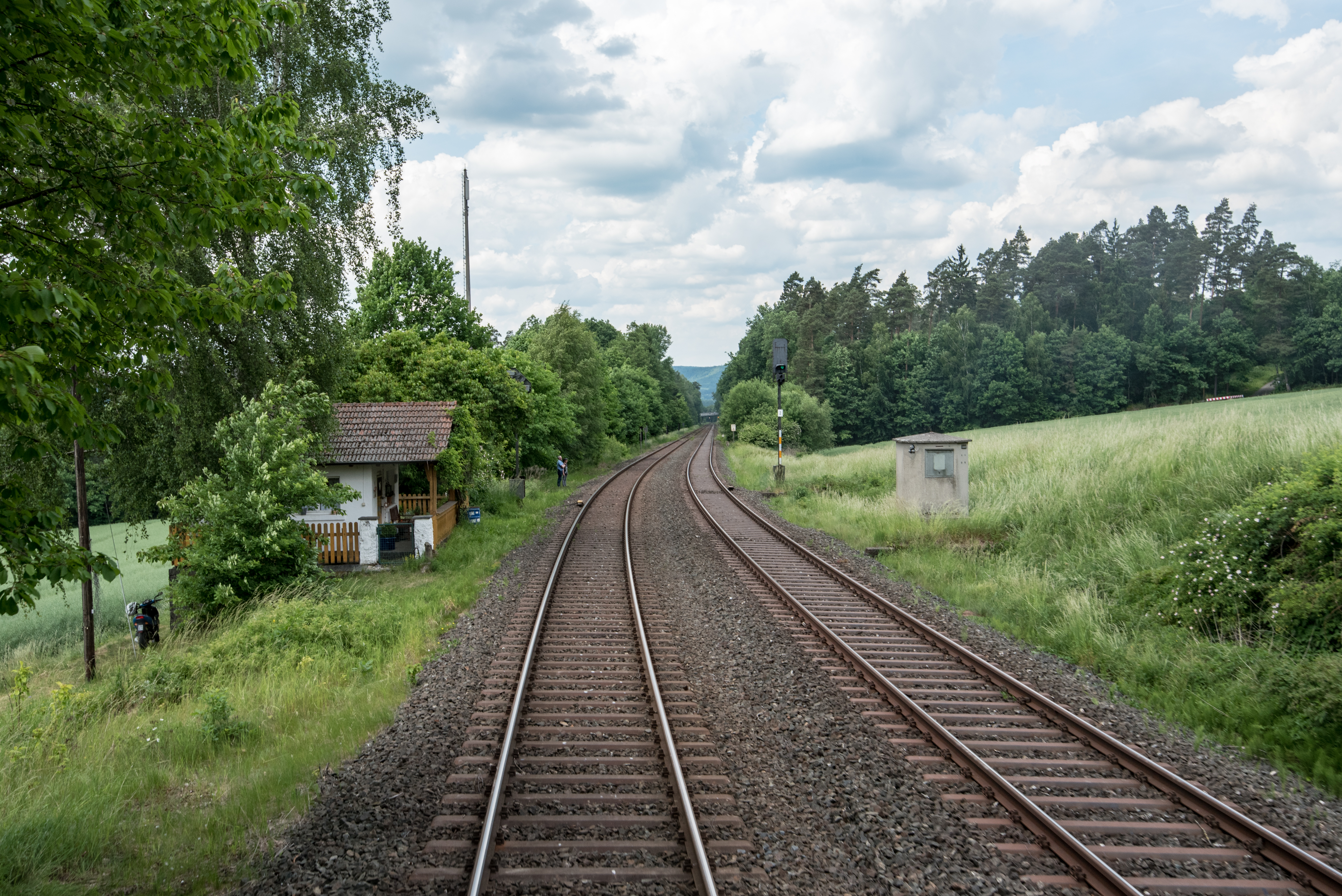
Ehemalige Blockstelle Streitmühle

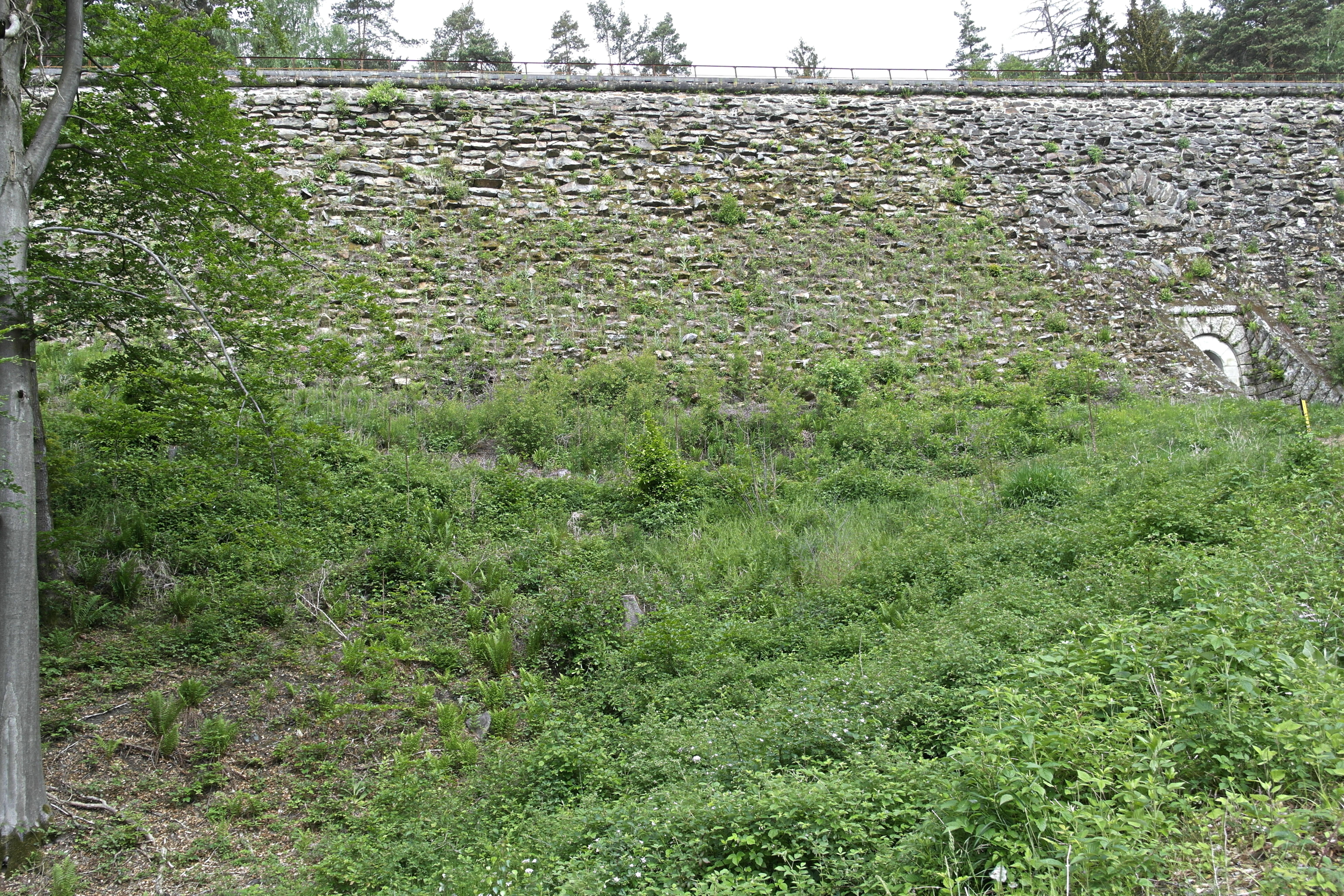
Steindamm

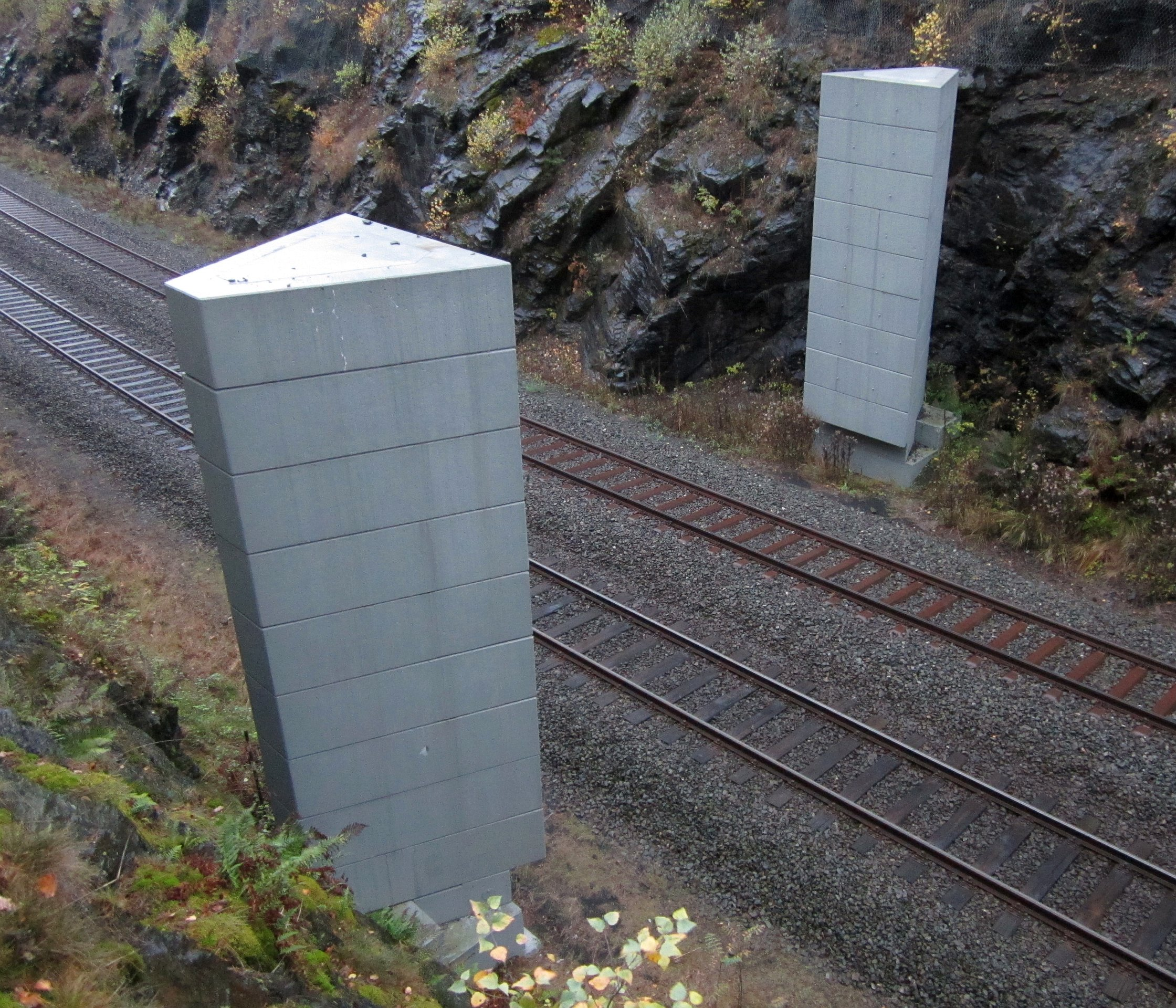
Fallkörpersperre

Ab 1836 zunächst projektierte Strecken-Varianten sahen eine Steilstrecke mit stärkerer Neigung und dem Einsatz stationärer Dampfmaschinen und/oder Pferdebahn-Betrieb vor. Dies wurde zugunsten einer durchgehenden Lokomotivbespannung und einer gestreckteren, flacheren Trassierung aufgegeben, als leistungsfähigere Lokomotiven zur Verfügung standen. Dabei wurde dem Beispiel der Strecke der Baltimore and Ohio Railroad von Baltimore nach Wheeling gefolgt. Dort wurden Lokomotiven mit Drehgestell eingesetzt, die auch engere Bögen nehmen konnten. Auf letzteres wurde in Bayern jedoch verzichtet. Beschafft wurden hier Schlepptenderlokomotiven mit festem Radstand, die über die Schiefe Ebene bis Hof verkehrten. Von dort beförderten sächsische Lokomotiven die Züge weiter. Die bayerischen Lokomotiven gehörten den Klassen B (zwei Treibradsätze, ein Laufradsatz) und C (drei Treibradsätze) an. Die Klasse B kam vor Personen-, die Klasse C vor Güterzügen und im Schiebe- und Vorspanndienst zum Einsatz. Letztere wurde 1847 speziell für die Schiefe Ebene entwickelt.
Die Steilstrecke war eisenbahngeschichtlich ein sehr frühes Bauvorhaben. Sie wurde zwischen 1844 und 1848 errichtet und am 1. November 1848 eröffnet. Ihre maximale Steigung von 25 ‰ war auch das Maximum, das damals gebaute Dampflokomotiven im Normalbetrieb erreichen konnten. Ausgeführt wurde der Bau von der „Eisenbahnbau-Section Münchberg“. Die Baukosten betrugen 917.318 Gulden.
Um 1892 wurde auf etwa halber Höhe der Rampe bei Kilometer 77,9 eine Zwischenblockstelle eingerichtet. Sie war jeweils mit einem Signal für das Berg- und das Talgleis ausgestattet. Wenn ein bergfahrender Zug den Block passiert hatte, stellte der Wärter das Signal wieder auf Halt. Damit konnte ein in Neuenmarkt wartender Zug bereits abfahren. Da in jener Zeit ein Güterzug mehr als eine halbe Stunde für die Bewältigung der Rampe brauchte, konnte so eine wesentliche Steigerung der Streckendurchlässigkeit erzielt werden.:S. 294ff
Zwei Kilometer unterhalb von Marktschorgast steht beiderseits der Strecke bei Kilometer 79,7 jeweils ein Pfeiler, der aus neun Betonsegmenten besteht, eine „Fallkörpersperre“. Diese wurde 1983, in der Zeit des Kalten Kriegs, gebaut. Im Ernstfall wäre in einem darunterliegenden Hohlraum befindlicher Sprengstoff zur Explosion gebracht worden; die Betonsegmente wären auf die Gleise gestürzt. Damit hoffte man, anrückende Truppen des Warschauer Pakts aufhalten zu können. Die Anlage steht heute unter Denkmalschutz.

## Betrieb

### Schiebe- und Vorspann-Betrieb

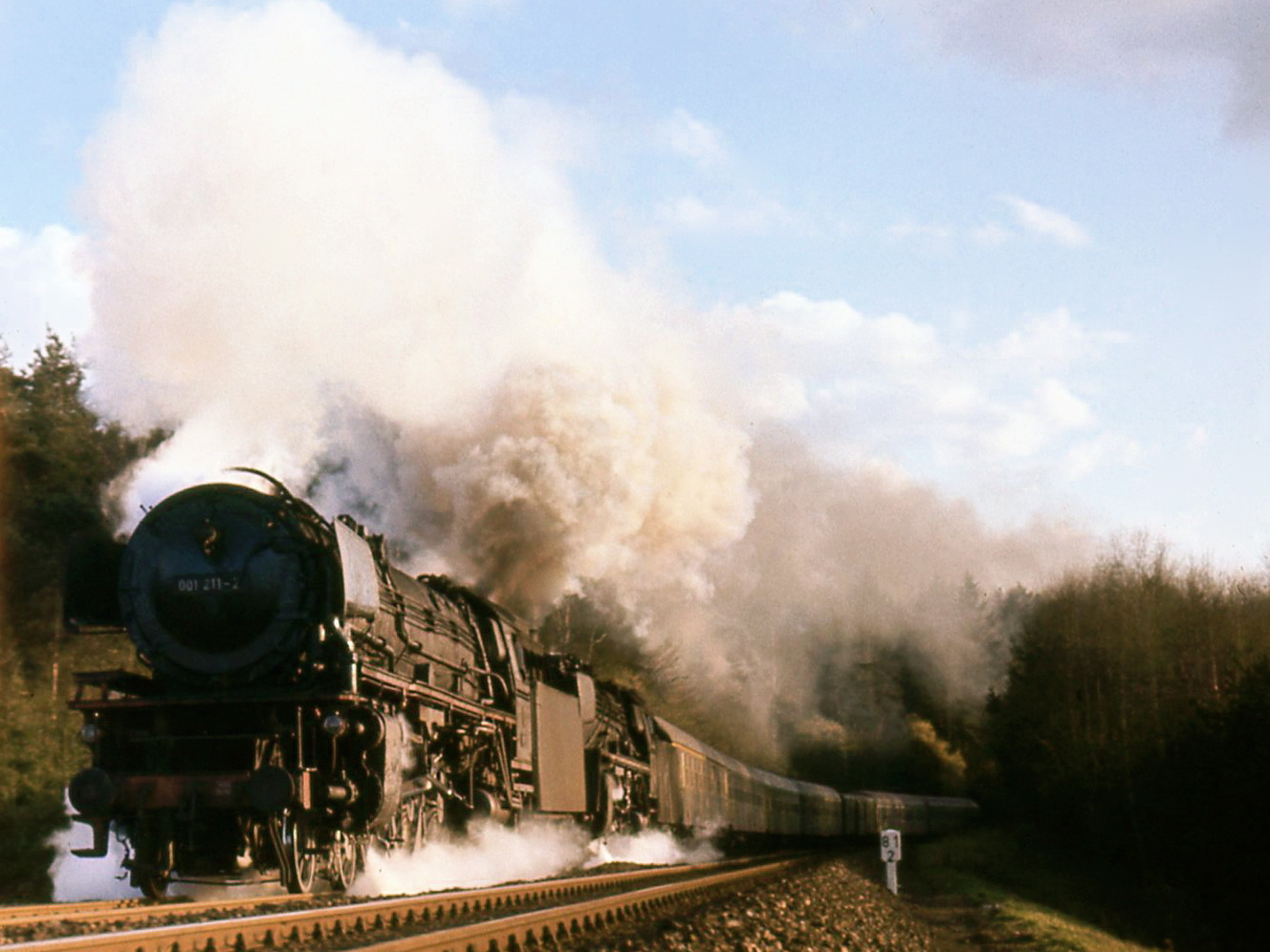
Doppelbespannung mit Dampflokomotiven der Baureihe 01 (1972)

Die Strecke war zu Dampflokzeiten eine betriebliche Herausforderung. Viele Züge mussten durch Schiebelokomotiven oder eine zweite, vorgespannte Lokomotive verstärkt werden. Sie waren im Bahnbetriebswerk Neuenmarkt-Wirsberg in Neuenmarkt stationiert. Darunter waren Lokomotiven der Baureihe 95, aber auch Lokomotiven der Baureihen 57 und 50. Von 1935 bis zum 1. September 1944 leisteten Mallet-Lokomotiven der Baureihe 96 auf der Schiefen Ebene Schiebedienste. Anfang der 1970er-Jahre war die Strecke einer der letzten Einsatzorte der Baureihe 01 der Deutschen Bundesbahn.

### Eisenbahnunfall 1944
Am 27. Dezember 1944 ereignete sich ein schwerer Eisenbahnunfall, als ein Militärzug im Bahnhof Neuenmarkt entgleiste, nachdem er auf der Schiefen Ebene seine Geschwindigkeit nicht ausreichend ermäßigen konnte. Die genaue Ursache ist unbekannt. Der Zug war mit der Lokomotive 58 2813 bespannt. Bei dem Unfall kamen der Heizer, der Lokführer und ein Unteroffizier ums Leben. Außerdem gab es mehrere Schwer- und Leichtverletzte.

### ICE-TD-Verkehr und Folgebetrieb

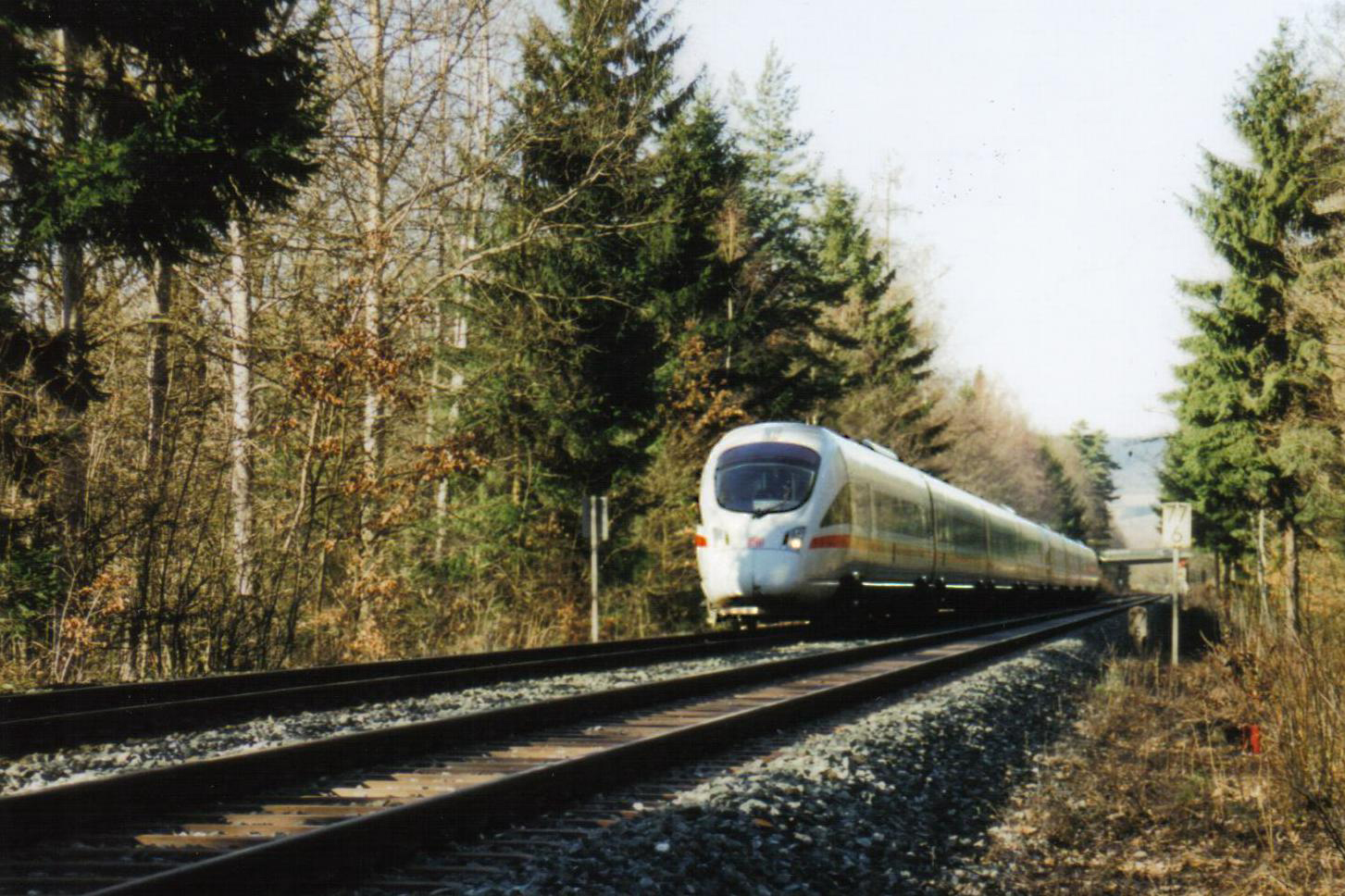
Ein ICE TD auf der Schiefen Ebene (2002)

2001 bis 2003 wurde die Schiefe Ebene von ICE-TD-Triebwagen (DB-Baureihe 605) mit Neigetechnik befahren. Die Züge wurden wegen technischer Probleme auf Anordnung des Eisenbahn-Bundesamtes abgestellt. Bis 2004 wurden ersatzweise umlackierte Neigetechniktriebwagen der DB-Baureihe 612 als Intercity eingesetzt. Auch heute werden noch Züge der Baureihe 612 verwendet, die stündlich wechselnd die Regional-Express-Linien Hof–Würzburg und Hof–Lichtenfels sowie die Regional-Express-Linie Nürnberg–Hof bedienen. Letztere fuhr bis Dezember 2014 nach Dresden.

## Museale Einrichtungen

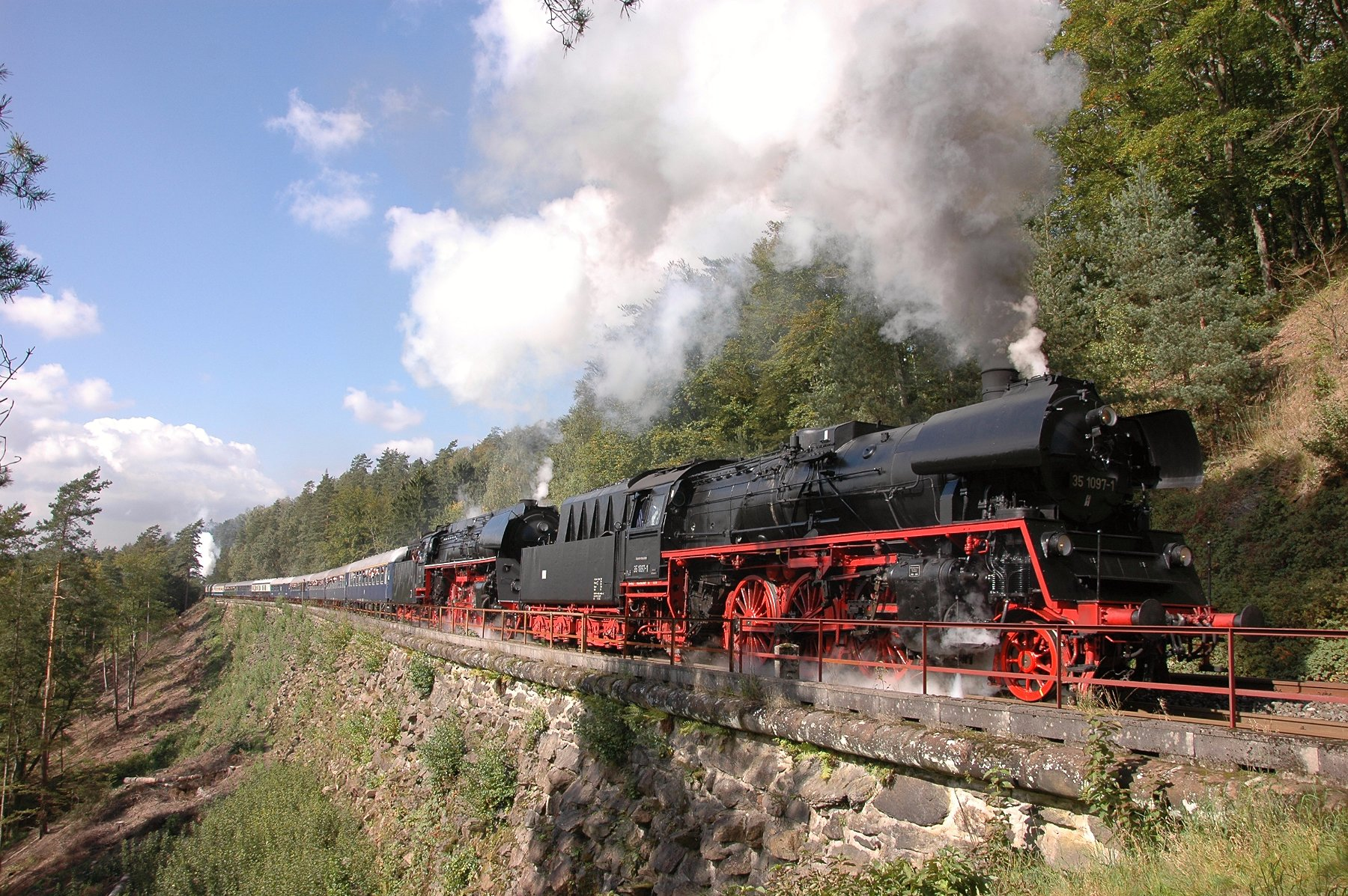
Dampfsonderzug auf der Schiefen Ebene (2010)

Am Fuß der Rampe im ehemaligen Betriebswerk des Bahnhofs Neuenmarkt-Wirsberg befindet sich das Deutsche Dampflokomotiv-Museum. Neben seiner ständigen Ausstellung veranstaltet es in unregelmäßigen Abständen, meist in Zusammenarbeit mit anderen Museen und Lokomotivbetreibern, Sonderfahrten mit Dampflokomotiven über die Schiefe Ebene.
In der Bergstation, im ehemaligen Wartesaal des Bahnhofs Marktschorgast, gibt es ein kleines Museum und ein Informationszentrum zur Geschichte der Schiefen Ebene.
Der Bahnhof Marktschorgast ist der Anfangspunkt eines eisenbahngeschichtlichen Wanderweges, der an der Schiefen Ebene entlangführt und auf Schautafeln die Geschichte der Strecke erzählt. Die etwa 8 km lange Wanderung endet am Eingang des Dampflokomotiv-Museums.